# Ulia (berg i Spanien)
Ulia är ett berg i Spanien.   Det ligger i provinsen Gipuzkoa och regionen Baskien, i den norra delen av landet, 400 km norr om huvudstaden Madrid. Toppen på Ulia är 240 meter över havet, eller 198 meter över den omgivande terrängen. Bredden vid basen är 3,1 km.
Terrängen runt Ulia är huvudsakligen kuperad, men åt nordost är den platt. Havet är nära Ulia åt nordväst.Runt Ulia är det tätbefolkat, med 383 invånare per kvadratkilometer. Närmaste större samhälle är San Sebastián, 2,1 km söder om Ulia. Omgivningarna runt Ulia är en mosaik av jordbruksmark och naturlig växtlighet.